# لویدز لندن (فیلم)
لویدز لندن (انگلیسی: Lloyd's of London) فیلمی در ژانر درام به کارگردانی هنری کینگ است که در سال ۱۹۳۶ منتشر شد.

## بازیگران
- فردی بارتالومیو
- مادلین کارول
- تایرون پاور
- جرج سندرز
- جوزف مایکل کریگن
- اونا اوکانر
- فورستر هاروی
- میلز ماندر
- رابرت ال. سیمپسون
- گای استندینگ
- سی اوبری اسمیت
- مونتاگو لاو
- ژرژ رناونت
- ویرجینیا فیلد
- لستر متیوز
- آرتور هول
- بیلی بوان
- چارلز کولم
- داگلاس اسکات
- ای. ای. کلایو
- فورستر هاروی
- گوین میور
- هوملز هربرت
- ژان دو بریاک
- جان برتون
- لامزدن هیر
- میلز ماندر
- رابرت گریگ
- می بیتی
- دارسی کوریگان
- ماری کینل
- ویل استنتون
- ورنان استیل
- وینتر هال